# Cyprinella formosa
Cyprinella formosa és una espècie de peix cipriniforme de la família dels ciprínids.

## Morfologia
Els mascles poden assolir els 9 cm de longitud total.

## Distribució geogràfica
Es troba a Mèxic, Nou Mèxic i Arizona.